# 1928년 동계 올림픽 피겨스케이팅 남자 싱글
스위스 장크트모리츠에서 열린 1928년 동계 올림픽 피겨 스케이팅의 남자 싱글 종목은 1928년 2월 14일부터 2월 17일까지 진행됐다. 일리스 그라프스트룀이 3번 연속으로 올림픽 이 부분에서 우승했다.

## 메달리스트
| 금                           | 은                     | 동                              |
| 일리스 그라프스트룀 · 스웨덴 | 빌리 뵈클 · 오스트리아 | 로베르트 판 지브로에크 · 벨기에 |

## 결과
1920년과 1924년 챔피언인 일리스 그라프스트룀은 이번에도 금메달을 목에 걸었으며 오스트리아의 빌리 뵈클은 전 대회에 이어서 이번에도 2위로 경기를 끝냈다. 다른 오스트리아 선수인 카를 셰퍼는 4위로 경기를 끝냈다. 그는 다음 두 대회에서 연속으로 금메달을 딴다.

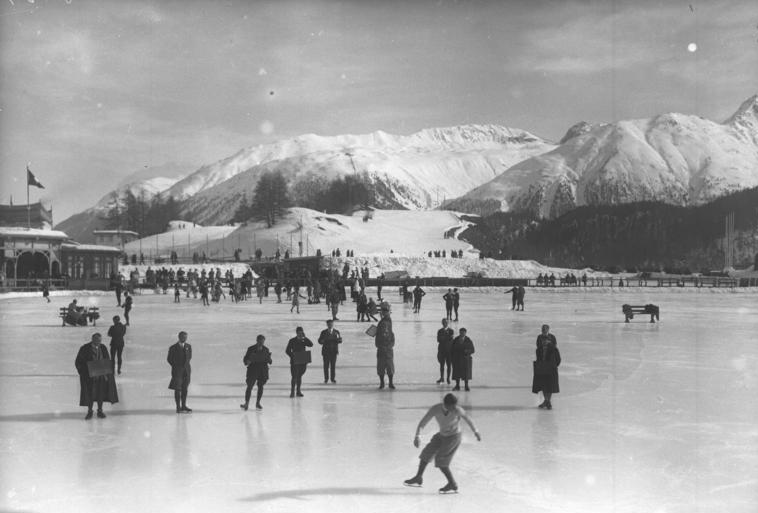
일리스 그라프스트룀이 컴펄서리 피겨를 하는 모습

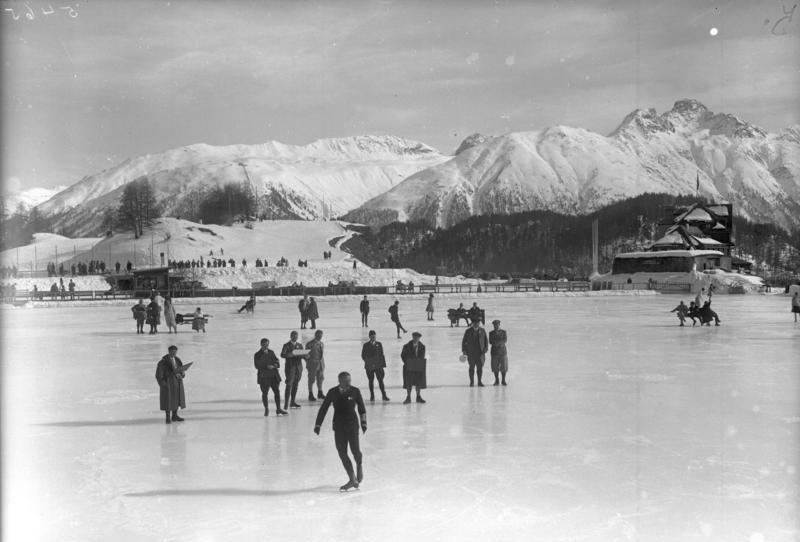
빌리 뵈클이 컴펄서리 피겨를 하는 모습

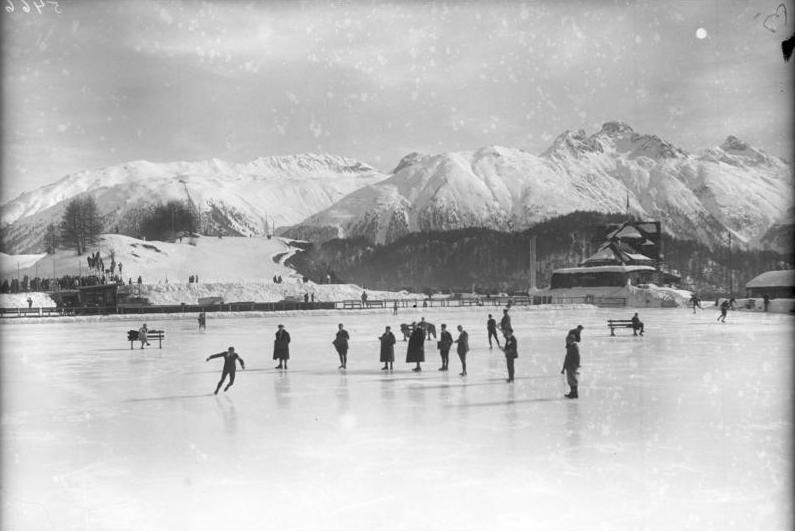
베르너 리트베르거가 컴펄서리 피겨를 하는 모습

| 순위 | 선수                       | CF | FS | 플레이스 | 점수    |
| ---- | -------------------------- | -- | -- | -------- | ------- |
| 1    | 일리스 그라프스트룀 (SWE)  | 1  | 1  | 12       | 1630.75 |
| 2    | 빌리 뵈클 (AUT)            | 2  | 2  | 13       | 1625.50 |
| 3    | 로베르트 판 제브루크 (BEL) | 3  | 3  | 27       | 1542.75 |
| 4    | 카를 셰퍼 (AUT)            | 6  | 4  | 35       | 1463.75 |
| 5    | 요세프 실바 (TCH)          | 5  | 5  | 36       | 1469.00 |
| 6    | 마르쿠스 니카넨 (FIN)      | 4  | 8  | 46       | 1480.00 |
| 7    | 피에르 브뤼네 (FRA)        | 7  | 7  | 50       | 1447.75 |
| 8    | 루드비히 브레데 (AUT)      | 10 | 6  | 53       | 1368.75 |
| 9    | 잭 페이지 (GBR)            | 8  | 11 | 62       | 1424.00 |
| 10   | 로저 터너 (USA)            | 9  | 12 | 67       | 1363.50 |
| 11   | 셔윈 베저 (USA)            | 13 | 9  | 73       | 1324.00 |
| 12   | 파울 프랑케 (GER)          | 14 | 10 | 76       | 1326.00 |
| 13   | 몽고메리 윌슨 (CAN)        | 11 | 16 | 92       | 1345.00 |
| 14   | 이안 보힐 (GBR)            | 15 | 14 | 101      | 1202.25 |
| 15   | 나타니엘 닐스 (USA)        | 16 | 13 | 103      | 1154.25 |
| 16   | 잭 이스트우드 (CAN)        | 17 | 15 | 106      | 1136.25 |
| –    | 베르너 리트베르거 (GER)    | 12 | WD | –        | –       |

## 범례
|  | 세계 신기록                  |  |                   | 아프리카 신기록 |                      | Q | 예선 통과 |
|  | 올림픽 신기록                |  | 북아메리카 신기록 | DNS             | 경기를 시작하지 않음 |   |           |
|  |                              |  | 아시아 신기록     | DNF             | 경기를 마치지 않음   |   |           |
|  | 국가 신기록                  |  | 유럽 신기록       | DSQ             | 실격                 |   |           |
|  | 개인 최고 기록 (개인 신기록) |  | 오세아니아 신기록 | WD              | 기권                 |   |           |
|  | 시즌 최고 기록 (시즌 신기록) |  | 남아메리카 신기록 | NM              | 기록 없음            |   |           |

## 참조
- 올림픽 공식 리포트보관됨 2010-12-17 - 웨이백 머신
- sports-reference